# 14 صفر
- السبت
- الأحد
- الاثنين
- الثلاثاء
- الأربعاء
- الخميس
- الجمعة

- 283 أغسطس 2024
- 294 أغسطس 2024
- 15 أغسطس 2024
- 26 أغسطس 2024
- 37 أغسطس 2024
- 48 أغسطس 2024
- 59 أغسطس 2024
- 610 أغسطس 2024
- 711 أغسطس 2024
- 812 أغسطس 2024
- 913 أغسطس 2024
- 1014 أغسطس 2024
- 1115 أغسطس 2024
- 1216 أغسطس 2024
- 1317 أغسطس 2024
- 1418 أغسطس 2024
- 1519 أغسطس 2024
- 1620 أغسطس 2024
- 1721 أغسطس 2024
- 1822 أغسطس 2024
- 1923 أغسطس 2024
- 2024 أغسطس 2024
- 2125 أغسطس 2024
- 2226 أغسطس 2024
- 2327 أغسطس 2024
- 2428 أغسطس 2024
- 2529 أغسطس 2024
- 2630 أغسطس 2024
- 2731 أغسطس 2024
- 281 سبتمبر 2024
- 292 سبتمبر 2024
- 303 سبتمبر 2024
- 14 سبتمبر 2024
- 25 سبتمبر 2024
- 36 سبتمبر 2024

14 صَفَر أو 14 صَفَر الخير أو 14 صَفَر المُظفَّر أو يوم 14 \ 2 (اليوم الرابع عشر من الشهر الثاني) هو اليوم الرابع والأربعين من أيَّام السنة وفق التقويم الهجري القمري (العربي). يبقى بعده 310 أو 311 أيَّام لانتهاء السنة.

## أحداث
- 16هـ - انتصار المسلمين بقيادة سعد بن أبي وقاص على الفرس في معركة المدائن، ودخولهم العاصمة التليدة للفرس؛ إيذانًا بسقوط الإمبراطورية الساسانية.
- 656هـ - مقتل آخر خلفاء الدولة العباسية المستعصم بالله على يد هولاكو بعد سقوط بغداد.
- 973هـ - العثمانيون يرفعون حصارهم عن جزيرة مالطا بعد فشلهم في فتحها، رغم ما قدموه من ضحايا بلغوا 8 آلاف جندي مقابل سقوط 8500 جندي إسبتاري.
- 1094هـ - الدولة العثمانية توقع معاهدة إستانبول مع البندقية. وبمقتضى هذه المعاهدة فرض على البندقية تسديد غرامة قدرها ربع مليون قطعة ذهبية للدولة العثمانية.
- 1198هـ - الدولة العثمانية تعترف بانضمام القرم إلى روسيا بعد أن بقيت تشكل جزءًا من الدولة العثمانية حوالي 296 عامًا.
- 1220هـ - الزعيم الوطني عمر مكرم يقود ثورة شعبية ضد تعسف الوالي العثماني خورشيد باشا، وقد نجحت هذه الثورة المسلحة في إقصاء خورشيد، عن الحكم، واختيار محمد علي واليًا على مصر.
- 1245هـ - الدولة العثمانية تضطر لقبول معاهدة لندن التي أقرتها الدول الأوروبية الكبرى والتي تنص على تأسيس إمارة يونانية مستقلة ذاتيًا ومرتبطة بالعثمانيين، وتدفع الضرائب للسلطان العثماني.
- 1247هـ - السلطان العثماني محمود الثاني يصدر أمرًا إلى والي تونس حسين باشا بأن يلغي حامية الإنكشارية الموجودة في إيالته، وأن يطبق القوانين التي شرعها السلطان لتحديث الدولة العثمانية.
- 1324هـ - التوقيع على مرسوم يمنح فرنسا وإسبانيا السيطرة على مراكش.
- 1331هـ - مجموعة من أعضاء حزب الاتحاد والترقي يقتحمون الباب العالي مقر رئاسة الوزراء العثمانية، ويرغمون السلطان العثماني محمد رشاد على تعيين محمود شوكت باشا رئيسًا للوزراء ووزيرًا للداخلية.
- 1355هـ - القوات الإيطالية تحتل أديس أبابا.
- 1358هـ - مقتل الملك العراقي غازي بن فيصل في حادث سيارة كان يقودها بنفسه، وخروج مظاهرات عارمة تندد بالإنجليز بعدما سرت شائعات بأنهم وراء الحادث.
- 1371هـ - قيام بريطانيا باحتلال منطقة قناة السويس، بعد موافقة البرلمان المصري على قرار مصطفى النحاس باشا رئيس الوزراء بإلغاء معاهدة التحالف بين مصر وبريطانيا، وكان قرار الإلغاء من جانب واحد بعد تزايد الضغوط الشعبية على الحكومة بضرورة إلغاء هذه المعاهدة التي لم تمنح مصر استقلالاً تمامًا.
- 1387هـ - الرئيس المصري جمال عبد الناصر يقرر إغلاق خليج العقبة في وجه الملاحة الإسرائيلية، وكان هذا الإغلاق سببًا في نشوب الحرب بين العرب وإسرائيل.
- 1399هـ -
  - آية الله الخميني يعلن في باريس عن تشكيل المجلس الأعلى للثورة الإسلامية وذلك بهدف إسقاط شاه إيران محمد رضا بهلوي.
  - أفراد حركة أمناء جبل الهيكل يقتحمون المسجد الأقصى وبرفقتهم الحاخام موشي شيغل وبعض قادة حركة هاتحيا وأرادوا الصلاة فيه وهم يرفعون العلم الإسرائيلي ويحملون كتب التوراة.
- 1400هـ - وقوع أحداث عنف دامية في مدينة قفصة التونسية تدخل الجيش على إثرها. واتهمت ليبيا بتدبير هذه الأحداث.
- 1402هـ - الملاكم العالمي محمد علي كلاي يلعب آخر مبارياته ثم يعتزل الملاكمة.
- 1411هـ - الرئيس الأمريكي جورج بوش الأب يعفي مصر من ديونها العسكرية.
- 1413هـ - وزير الخارجية اللبناني فارس بويز يتعرض لمحاولة اغتيال في شمال لبنان.
- 1426هـ - مشبوهون متطرفون يضعون صليب على باب الصخرة في المسجد الأقصى ويسكبون الخمر الأحمر ويؤدون شعائر مستهجنة.
- 1432هـ - زلزال عنيف يضرب جنوب غربي باكستان بلغت قوته 7.2 درجة على مقياس ريختر وشعر به بأنحاء متفرقة من باكستان والهند وإيران ودبي والبحرين.
- 1441هـ -
  - فوز الحقوقي التونسي قيس سعيِّد في الانتخابات الرئاسية التونسية بنسبة 72.71%، مقابل حصول منافسه نبيل القروي على 27.29%، بنسبة مشاركة بلغت 55%، وتقرر تسلُّم سعيّد الرئاسة في 24 صفر 1441هـ.
  - نشوب أكثر من مائة حريق في غابات ثلاث محافظات سورية، استطاعت قوات الدفاع المدني السوري السيطرة على معظمها في ظرف ثلاثة أيام من نشوبها.
  - تواصل سلسلة من حرائق الغابات في لبنان، ورئيس الوزراء سعد الدين الحريري يطلب مساعدات دولية لاحتوائها.
- 1445هـ - وقوع انقلاب عسكري في الغابون فور إعلان نتائج الانتخابات الرئاسية، ووضع الرئيس علي بونغو رهن الاعتقال.

## مواليد
- 1325هـ - سعاد أحمد، ممثلة مصرية.
- 1343هـ - إبراهيم سعفان، ممثل مصري.
- 1353هـ - بيتي شباز، زوجة مالكوم إكس.
- 1368هـ - عبلة الكحلاوي، داعية إسلامية مصرية.
- 1373هـ - فاطمة التابعي، ممثلة مصرية.
- 1382هـ - أحمد منصور، إعلامي مصري.
- 1385هـ - ضياء عبد الخالق، ممثل مصري.
- 1390هـ - أبو مصعب عبد الودود، أمير تنظيم القاعدة في بلاد المغرب الإسلامي.
- 1402هـ - محمد زيدان، لاعب كرة قدم مصري.
- 1409هـ - ناصيف زيتون، مغني سوري.
- 1410هـ - محمد عساف، مغني فلسطيني.

## وفيات
- 656هـ - عبد الله المستعصم بالله، آخر الخلفاء العباسيين في بغداد.
- 1358هـ - غازي الأول، ملك العراق.
- 1389هـ - محمود الحبوبي، شاعر عراقي.
- 1391 هـ - يوسف يعقوب مسكوني، مدرس وباحث تاريخ وكاتب عراقي.
- 1396هـ - سيد النقشبندي، منشد ديني مصري.
- 1404هـ - عبد المنعم الفرطوسي، فقيه مسلم وشاعر عراقي.
- 1425هـ - عبد القادر طاش، إعلامي سعودي مؤسس قناة اقرأ.
- 1430هـ - عبد الخالق المختار، ممثل عراقي.
- 1433هـ - قاسم جداين، صحفي مغربي.
- 1439هـ - ناصر جبران، شاعر وكاتب قصصي إماراتي.
- 1443هـ - محمد حسين طنطاوي، قائد عسكري مصري.

## وصلات خارجية
- موقع قصة الإسلام: حدث في شهر صفر.